# In nuce
La locución latina in nuce (traducida literariamente, "en esencia") guarda significado con otras análogas como "en germen", "en resumen", "en síntesis" o incluso "de forma breve", "en pocas palabras".

## Contexto histórico
Parece que la frase se remonta en su uso a Plinio el Viejo en su obra Naturalis historia (7, 21, 85) donde cita, aludiendo a Cicerón y a la Iliada de Homero: «in nuce inclusam Illiadem Homeri carmen in membrana scriptum tradit Cicero.»

## Uso
Se utiliza modernamente, en el ámbito académico, como una expresión análoga a “de forma concisa” o "de forma resumida", en referencia a la exposición de un concepto que contiene de manera breve los elementos fundacionales de una doctrina.
En el mundo anglosajón se utiliza una variante con significado similar: «in a nutshell» (traducido como «brevemente, en pocas palabras»).

## Ámbito artístico o literario
Especialmente en el ámbito artístico o literario, la expresión in nuce generalmente se refiere a obras donde se establecen ideas y conceptos aún en estado embrionario, presagios de futuros desarrollos y expansiones, que pueden conducir a un resultado parcial o significativamente diferente del original.

## Ámbito editorial
En el ámbito editorial, se definen in nuce los números experimentales de una publicación que aún no es autónoma o no está fijada en su diseño gráfico o en su línea temática. Por extensión, la expresión en esencia también se utiliza para indicar los primeros ejemplos de un producto concebido para su producción en masa que, a pesar de haber superado la etapa de prototipo, suponen el contacto inicial con el usuario final, a partir del cual podrá tomar las medidas y De ello se deben deducir los cambios que se adoptarán para su mayor difusión.